# كلاريس تينسلي
كلاريس تينسلي (بالإنجليزية: Clarice Tinsley)‏ هي صحفية أمريكية، ولدت في 31 ديسمبر 1954.

## وصلات خارجية
- كلاريس تينسلي على موقع IMDb (الإنجليزية)